# Бенин на летних Олимпийских играх 2004
Бенин принимал участие в Летних Олимпийских играх 2004 года в Афинах (Греция) в восьмой раз за свою историю, но не завоевал ни одной медали. Страну представляли 2 мужчины и 2 женщины.

## Лёгкая атлетика
Спортсменов — 2
Мужчины
| Спортсмен    | Вид  | Забег     | Забег | Четвертьфинал | Четвертьфинал | Полуфинал | Полуфинал | Финал     | Финал     |
| Спортсмен    | Вид  | Результат | Место | Результат     | Место         | Результат | Место     | Результат | Место     |
| ------------ | ---- | --------- | ----- | ------------- | ------------- | --------- | --------- | --------- | --------- |
| Суалия Аламу | 100м | 10,48     | 4     | Не прошёл     | Не прошёл     | Не прошёл | Не прошёл | Не прошёл | Не прошёл |

Женщины
| Спортсмен    | Вид  | Забег     | Забег | Четвертьфинал | Четвертьфинал | Полуфинал | Полуфинал | Финал     | Финал     |
| Спортсмен    | Вид  | Результат | Место | Результат     | Место         | Результат | Место     | Результат | Место     |
| ------------ | ---- | --------- | ----- | ------------- | ------------- | --------- | --------- | --------- | --------- |
| Фабьен Фераэ | 200м | 23,12     | 4     | 23,24         | 5             | Не прошла | Не прошла | Не прошла | Не прошла |

## Плавание
Спортсменов — 2
Мужчины
| Спортсмен  | Вид                | Заплыв    | Заплыв | Полуфинал | Полуфинал | Финал     | Финал     |
| Спортсмен  | Вид                | Результат | Место  | Результат | Место     | Результат |           |
| ---------- | ------------------ | --------- | ------ | --------- | --------- | --------- | --------- |
| Алуа Дансу | 50 м вольный стиль | 24,86     | 60     | Не прошёл | Не прошёл | Не прошёл | Не прошёл |

Женщины
| Спортсмен        | Вид                 | Заплыв    | Заплыв | Полуфинал | Полуфинал | Финал     | Финал     |
| Спортсмен        | Вид                 | Результат | Место  | Результат | Место     | Результат |           |
| ---------------- | ------------------- | --------- | ------ | --------- | --------- | --------- | --------- |
| Глория Куссиуэде | 100 м вольный стиль | 1:30,90   | 50     | Не прошла | Не прошла | Не прошла | Не прошла |